# シャトー・ド・ヴァンセンヌ駅
シャトー・ド・ヴァンセンヌ駅 (Château de Vincennes) は、フランスのパリメトロ1号線の駅である。1934年開業。
ヴァンセンヌとヴァンセンヌの森（パリ12区の一部）の境目にある。

## 駅付近の名所
- ヴァンセンヌの森
- ヴァンセンヌ城